# David Del Rio
David Del Rio (29 september 1987) is een Amerikaanse acteur. De meesten kennen hem als Felix uit The Troop. Hij studeerde af aan de New World School of Arts in Miami met de opleiding drama. In 2020 speelde hij een komische bijrol in de film A California Christmas.